# Jesse Anderson
Jesse Michael Anderson (Alton, 3 maggio 1957 – Madison, 30 novembre 1994) è stato un assassino statunitense.  È stato assassinato, insieme al serial killer Jeffrey Dahmer, dal compagno di cella, già condannato per omicidio, Christopher Scarver, al Columbia Correctional Institution nel 1994.

## Biografia
Anderson è cresciuto ad Alton, Illinois. Quando Anderson era un adolescente, suo padre morì di infarto e sua madre si risposò. Ha frequentato la Alton High School e si è laureato nel 1975. Nel 1980 ha sposato Debra Ann Eickert, con cui ha divorziato nel 1984. Sempre nel 1984 si laurea in Economia Aziendale presso l'Elmhurst College. Il 30 marzo 1985 ha sposato Barbara E. Lynch a Chicago, Illinois.
Prima del suo arresto per omicidio, gli Anderson vivevano a Cedarburg, Wisconsin, con tre figli piccoli. È stato tesoriere del Lions Club e ha svolto attività di volontariato presso la Chiesa Cattolica del Verbo Divino.

### Omicidio della moglie
Il 21 aprile 1992 la coppia Anderson andò a vedere un film e poi cenò in un TGI Friday's, fuori dal Northridge Mall, a nord-ovest di Milwaukee. Dopo cena, Jesse pugnalò Barbara cinque volte al viso e alla testa, e poi si pugnalò quattro volte al petto, sebbene la maggior parte delle sue ferite fossero superficiali. Barbara quindi entrò in coma e morì due giorni dopo a causa delle ferite riportate.
Anderson ha incolpato due uomini neri di aver attaccato lui e sua moglie, presentando alla polizia anche un cappellino da basket dei Los Angeles Clippers, che ha affermato di aver strappato dalla testa di uno degli assalitori. Quando i dettagli del crimine sono stati resi pubblici, uno studente universitario ha detto alla polizia che Anderson aveva acquistato il cappello da lui pochi giorni prima. Secondo i dipendenti di un negozio di surplus militare, il coltello da pesca con il manico rosso, utilizzato per uccidere Barbara, è stato venduto ad Anderson poche settimane prima.
La polizia ha dichiarato che il negozio era l'unico a Milwaukee che vendeva quel tipo di coltello. Il 29 aprile Anderson è stato accusato di omicidio. Il 13 agosto è stato dichiarato colpevole e condannato all'ergastolo, senza possibilità di libertà condizionale per almeno 60 anni.

### Morte
La mattina del 28 novembre 1994, mentre erano imprigionati al Columbia Correctional Institution, Anderson e il serial killer Jeffrey Dahmer furono lasciati senza supervisione, mentre pulivano un bagno nella palestra della prigione, insieme al compagno di cella Christopher Scarver. Scarver ha riferito di essere rimasto "disgustato" da un articolo di giornale che descriveva in dettaglio i crimini di Dahmer contro i neri, e in precedenza aveva invocato una difesa per follia nel suo processo del 1992, dove aveva detto a uno psichiatra: "Niente di ciò che i bianchi fanno è giusto". In un post del 2015 sul suo blog, Scarver ha contestato alcune di queste affermazioni.
Dopo uno scontro con Dahmer e Anderson, Scarver ha recuperato una sbarra d'acciaio dalla sala pesi, ha seguito Dahmer negli spogliatoi e lo ha colpito alla testa. Ha quindi rintracciato Anderson e ha attaccato anche lui. Dahmer è stato dichiarato morto circa un'ora dopo l'attacco e Anderson è morto due giorni dopo, quando i medici dell'ospedale dell'Università del Wisconsin, a Madison, lo hanno rimosso dal supporto vitale.